# Cladonotella interrupta
Cladonotella interrupta är en insektsart som först beskrevs av Bolívar, I. 1898.  Cladonotella interrupta ingår i släktet Cladonotella och familjen torngräshoppor. Inga underarter finns listade i Catalogue of Life.